# NGC 2743
NGC 2743 (również PGC 25496 lub UGC 4760) – galaktyka spiralna (Sd), znajdująca się w gwiazdozbiorze Raka. Odkrył ją William Herschel 22 lutego 1787 roku.